# Battaglia di Vučji Do
La battaglia di Vučji Do fu combattuta nella località omonima il 18 luglio 1876 durante la guerra turco-montenegrina del 1876-78. Lo scontro si risolse con un'importante vittoria dei montenegrini che riuscirono anche a catturare un generale ottomano e ad ucciderne un altro.

## Descrizione
La battaglia ebbe luogo a Vučji Do presso Bileća, all'epoca nel vilayet di Bosnia. Il comandante ottomano Selim Pascià venne ucciso da Đoko Popović, da Cuce, mentre Osman Nuri Pascià fu catturato da Luka Dragišić, del clan Piperi.